# X-SAMPA
Az X-SAMPA célja az, hogy az IPA fonetikai jeleit – melyekkel leírható az egyes szavak kiejtése – latin betűkkel (pontosabban ASCII-karakterekkel) reprezentálja.
A magyar nyelv betűinek X-SAMPA-formáját az X-SAMPA magyar nyelvhez cikk írja le.
Az Extended SAM Phonetic Alphabet (X-SAMPA) (Kiterjesztett SAM Fonetikus Ábécé) a SAMPA egy változata, melyet 1995-ben fejlesztett ki J. C. Wells, a University of London fonetika professzora. Tervei szerint a jelölésrendszer egyesíti az egyedi SAMPA nyelvi táblázatokat és kiterjeszti annak használhatóságát a teljes IPA jelölésrendszerre.
Az eredmény az IPA karakterek egy SAMPA által ihletett változata 7 bites ASCII-kódrendszerre alakítva.

## Használata
A jelöléseket általában perjelek („/”) közé zárva írjuk. Példák:
- Jó napot /jo: nApot/
- Egészség /Ege:SSe:g/
- Language /l{NgwIdZ/

## Összefoglaló

### Kisbetűs jelek
| X-SAMPA     | IPA | IPA | Leírás                                                                   | Példák (szögletes jelölésben az X-SAMPA)                  |
| ----------- | --- | --- | ------------------------------------------------------------------------ | --------------------------------------------------------- |
| a           | a   |     | nyílt, elöl képzett, ajakkerekítés nélküli magánhangzó                   | francia dame [dam], spanyol padre [padre]                 |
| b           | b   |     | bilabiális, zöngés zárhang                                               | angol bed [bEd], francia bon [bO~]                        |
| b_<         | ɓ   |     | bilabiális, zöngés impolozíva (belső glottális hang)                     |                                                           |
| c           | c   |     | palatális, zöngétlen zárhang                                             | magyar latyak [lAcAk]                                     |
| d           | d   |     | alveoláris, zöngés zárhang                                               | angol dog [dQg], francia doigt [dwa]                      |
| d`          | ɖ   |     | retroflex, zöngés zárhang                                                |                                                           |
| d_<         | ɗ   |     | dentális/alveoláris zöngés implozíva                                     |                                                           |
| e           | e   |     | középzárt, elöl képzett, ajakkerekítés nélküli magánhangzó               | francia ses [se]                                          |
| f           | f   |     | labiodentális, zöngétlen réshang                                         | angol five [faIv], francia femme [fam]                    |
| g           | g   |     | veláris, zöngés zárhang                                                  | angol go [g@U], francia longue [lO~g]                     |
| g_<         | ɠ   |     | veláris, zöngés implozíva                                                |                                                           |
| h           | h   |     | glottális, zöngétlen réshang                                             | angol house [haUs]                                        |
| h\          | ɦ   |     | glottális, zöngés réshang                                                |                                                           |
| i           | i   |     | zárt, elöl képzett, ajakkerekítés nélküli magánhangzó                    | angol be [bi:], francia oui [wi], spanyol si [si]         |
| j           | j   |     | palatális közelítőhang                                                   | angol yes [jEs], francia yeux [j2]                        |
| j\          | ʝ   |     | palatális, zöngés réshang                                                |                                                           |
| k           | k   |     | veláris, zöngétlen zárhang                                               | angol cat [k{t], spanyol carro [karo]                     |
| l           | l   |     | alveoláris, laterális közelítőhang                                       | angol lay [leI], francia mal [mal]                        |
| l`          | ɭ   |     | retroflex laterális közelítőhang                                         |                                                           |
| l\          | ɺ   |     | alveoláris, zöngés laterális szájpadláshoz nem érő nyelvvel képzett hang |                                                           |
| m           | m   |     | bilabiális orrhang                                                       | angol mouse [maUs], francia homme [Om]                    |
| n           | n   |     | alveoláris orrhang                                                       | angol no [n@U], francia non [nO~]                         |
| o           | o   |     | középzárt, hátul képzett, ajakkerekítéses magánhangzó                    | francia gros [gRo]                                        |
| p           | p   |     | bilabiális, zöngétlen zárhang                                            | angol hop [hQp], francia pose [poz] spanyol perro [pero]  |
| p\          | φ   |     | bilabiális, zöngétlen réshang                                            |                                                           |
| q           | q   |     | uvuláris, zöngétlen zárhang                                              |                                                           |
| r           | r   |     | alveoláris pergetett hang                                                | Spanyol perro [pero]                                      |
| r`          | ɽ   |     | retroflex, csavart vagy szájpadláshoz nem érő nyelvvel képzett hang      |                                                           |
| r\          | ɹ   |     | zöngés (poszt)alveoláris közelítőhang                                    |                                                           |
| r\`         | ɻ   |     | retroflex közelítőhang                                                   |                                                           |
| s           | s   |     | alveoláris, zöngétlen réshang                                            | angol seem [si:m], francia session [se.sjO~]              |
| s`          | ʂ   |     | retroflex, zöngétlen réshang                                             |                                                           |
| s\          | ɕ   |     | alveolopalatális, zöngétlen réshang                                      |                                                           |
| t           | t   |     | alveoláris, zöngétlen zárhang                                            | angol too [tu:], francia raté [Rate], spanyol tuyo [tujo] |
| t`          | ʈ   |     | retroflex, zöngétlen zárhang                                             |                                                           |
| u           | u   |     | zárt, hátul képzett, ajakkerekítéses magánhangzó                         | angol boom [bu:m], spanyol su [su]                        |
| v           | v   |     | labiodentális, zöngés réshang                                            | angol vest [vEst], francia voix [vwa]                     |
| v\ (vagy P) | ʋ   |     | labiodentális közelítőhang                                               |                                                           |
| w           | w   |     | labioveláris közelítőhang                                                | angol west [wEst], francia oui [wi]                       |
| x           | x   |     | veláris, zöngétlen réshang                                               | skót loch [lQx]                                           |
| x\          | ɧ   |     | palatális-veláris, zöngétlen réshang                                     |                                                           |
| y           | y   |     | zárt, elöl képzett, ajakkerekítéses magánhangzó                          | francia tu [ty]                                           |
| z           | z   |     | alveoláris, zöngés réshang                                               | angol zoo [zu:], francia azote [azOt]                     |
| z`          | ʐ   |     | retroflex, zöngés réshang                                                |                                                           |
| z\          | ʑ   |     | alveolopalatális, zöngés réshang                                         |                                                           |

### Nagybetűs jelek
| X-SAMPA     | IPA | IPA | Leírás                                                                                        | Példák                                                            |
| ----------- | --- | --- | --------------------------------------------------------------------------------------------- | ----------------------------------------------------------------- |
| A           | ɑ   |     | nyílt, hátul képzett, ajakkerekítés nélküli magánhangzó                                       | angol start [stA:t]                                               |
| B           | β   |     | bilabiális, zöngés réshang                                                                    | spanyol cabo [kaBo]                                               |
| B\          | ʙ   |     | bilabiális, zöngés pergetett hang                                                             |                                                                   |
| C           | ç   |     | palatális, zöngétlen réshang                                                                  | német ich                                                         |
| D           | ð   |     | dentális, zöngés réshang                                                                      | angol then [DEn]                                                  |
| E           | ɛ   |     | nyílt-közép elülső ajakkerekítés nélküli magánhangzó                                          | francia même [mEm]                                                |
| F           | ɱ   |     | labiodentális orrhang                                                                         | angol emphasis ["EFf@sIs] (gyorsan kiejtve, egyébként ["Emf@sIs]) |
| G           | γ   |     | veláris, zöngés réshang                                                                       | spanyol fuego [fweGo], görög γαμα [Gama]                          |
| G\          | ɢ   |     | uvuláris, zöngés zárhang                                                                      |                                                                   |
| G\_<        | ʛ   |     | uvuláris, zöngés implozíva                                                                    |                                                                   |
| H           | ɥ   |     | labiopalatális félhangzó                                                                      | francia huit [Hi]                                                 |
| H\          | ʜ   |     | epiglottális, zöngétlen frikatíva                                                             |                                                                   |
| I           | ɪ   |     | laza, zárt, elöl képzett, ajakkerekítés nélküli magánhangzó                                   | angol kit [kIt]                                                   |
| I\          |     |     | középső állású, laza, zárt, elöl képzett, ajakkerekítés nélküli magánhangzó, nincs az IPA-ban |                                                                   |
| J           | ɲ   |     | palatális orrhang                                                                             | spanyol año [aJo]                                                 |
| J\          | ɟ   |     | palatális, zöngés zárhang                                                                     | magyar egy [EJ\]                                                  |
| J\_<        |     |     | palatális, zöngés implozíva                                                                   |                                                                   |
| K           | ɬ   |     | alveoláris, zöngétlen, laterális réshang                                                      | walesi llaw [Kau]                                                 |
| K\          | ɮ   |     | alveoláris, zöngés, laterális frikatíva                                                       |                                                                   |
| L           | ʎ   |     | palatális laterális hang                                                                      | olasz famiglia [fami:La]                                          |
| L\          | ʟ   |     | veláris, zöngés, laterális hang                                                               |                                                                   |
| M           | ɯ   |     | zárt, hátsó, ajakkerekítés nélküli magánhangzó                                                | koreai u [M]                                                      |
| M\          | ɰ   |     | veláris közelítőhang                                                                          |                                                                   |
| N           | ŋ   |     | veláris orrhang                                                                               | angol thing [TIN]                                                 |
| N\          | ɴ   |     | uvuláris, zöngés orrhang                                                                      |                                                                   |
| O           | ɔ   |     | nyílt-közép hátsó ajakkerekítéses magánhangzó                                                 | brit angol thought [TO:t]                                         |
| O\          | ʘ   |     | bilabiális klikk                                                                              |                                                                   |
| P (vagy v\) | ʋ   |     | labiodentális közelítőhang                                                                    |                                                                   |
| Q           | ɒ   |     | nyílt hátsó ajakkerekítéses magánhangzó                                                       | brit angol lot [lQt]                                              |
| R           | ʁ   |     | uvuláris, zöngés réshang                                                                      | francia roi [Rwa]                                                 |
| R\          | ʀ   |     | uvuláris, zöngés pergetett hang                                                               |                                                                   |
| S           | ʃ   |     | palatoalveoláris, zöngétlen réshang                                                           | angol ship [SIp]                                                  |
| T           | θ   |     | dentális, zöngétlen réshang                                                                   | angol thin [TIn]                                                  |
| U           | ʊ   |     | laza, zárt, hátsó, ajakkerekítéses magánhangzó                                                | angol foot [fUt]                                                  |
| U\          |     |     | központi állású, laza, zárt, ajakkerekítéses magánhangzó, nincs az IPA-ban                    |                                                                   |
| V           | ʌ   |     | nyílt-közép hátsó, kerekítetlen magánhangzó                                                   | angol strut [strVt]                                               |
| W           | ʍ   |     | labioveláris, zöngétlen réshang                                                               | skót when [Wen]                                                   |
| X           | χ   |     | uvuláris, zöngétlen réshang                                                                   | walesi bach [baX]                                                 |
| X\          | ħ   |     | faringális, zöngétlen frikatíva                                                               | arab ha’ [X\a?]                                                   |
| Y           | ʏ   |     | laza, zárt elülső ajakkerekítéses magánhangzó                                                 | német hübsch [hYpS]                                               |
| Z           | ʒ   |     | palatoalveoláris, zöngés réshang                                                              | angol measure ["mEZ.U@]                                           |

### Egyéb jelek
| X-SAMPA     | IPA | IPA | Leírás                                                        | Példák                  |
| ----------- | --- | --- | ------------------------------------------------------------- | ----------------------- |
| .           |     |     | szótaghatár                                                   |                         |
| "           | ˈ   |     | elsődleges hangsúly                                           |                         |
| %           | ˌ   |     | másodlagos hangsúly                                           |                         |
| &           | ɶ   |     | nyílt elülső kerekített magánhangzó                           | dán drømme [dR&m@]      |
| ' (vagy _j) | ʲ   |     | palatalizáció                                                 |                         |
| *           |     |     | meghatározatlan karakter, SAMPA-„összekapcsoló”               |                         |
| –           |     |     | szeparátor                                                    |                         |
| /           |     |     | meghatározhatatlan francia magánhangzó                        |                         |
| {           | æ   |     | majdnem-nyílt elöl képzett ajakkerekítés nélküli magánhangzó  | angol trap [tr{p]       |
| }           | ʉ   |     | zárt központi kerekített magánhangzó                          | svéd sju [S}]           |
| 1           | ɨ   |     | zárt központi kerekítetlen magánhangzó                        | walesi tu [t1]          |
| 2           | ø   |     | zárt-közép elülső, kerekített magánhangzó                     | francia deux [d2]       |
| 3           | ɜ   |     | középnyílt, középen képzett, ajakkerekítés nélküli            | brit angol nurse [n3:s] |
| 3\          | ɞ   |     | középnyílt, középen képzett ajakkerekítéses                   |                         |
| 4           | ɾ   |     | alveoláris, zöngés, megcsavart nyelvvel képzett hang          | spanyol pero [pe4o]     |
| 5           | ɫ   |     | hátul képzett, sötét l; lásd még: _e                          | angol milk [mI5k]       |
| 6           | ɐ   |     | nyílt schwa                                                   | német besser [bEs6]     |
| 7           | ɤ   |     | középzárt, hátul képzett ajakkerekítés nélküli magánhangzó    |                         |
| 8           | ɵ   |     | középzárt, középen képzett ajakkerekítéses magánhangzó        | svéd buss [b8s]         |
| 9           | œ   |     | középnyílt, elöl képzett ajakkerekítéses magánhangzó          | francia neuf [n9f]      |
| :           | ː   |     | hosszú                                                        |                         |
| :\          | ˑ   |     | félhosszú                                                     |                         |
| <           |     |     | kezdő nemszegmentális megjegyzés (például SAMPROSA)           |                         |
| <\          | ʢ   |     | epiglottális, zöngés réshang                                  |                         |
| >           |     |     | záró nemszegmentális megjegyzés                               |                         |
| >\          | ʡ   |     | epiglottális zárhang                                          |                         |
| ?           | ʔ   |     | glottális zárhang                                             | német Verein, dán stød  |
| ?\          | ʕ   |     | faringális, zöngés réshang                                    | arab ‘ayn               |
| @           | ə   |     | schwa                                                         | angol banana [b@"nA:n@] |
| @\          | ɘ   |     | középzárt, középen képzett, ajakkerekítés nélküli magánhangzó |                         |
| ^           | ↑   |     | emelkedő                                                      |                         |
| !           | ↓   |     | eső                                                           |                         |
| !\          | ǃ   |     | retroflex klikk                                               |                         |
| \|          |     |     | alcsoport                                                     |                         |
| \|\         | ǀ   |     | dentális klikk                                                |                         |
| \|          |     |     | főcsoport                                                     |                         |
| \|\\|\      | ǁ   |     | laterális klikk                                               |                         |
| =\          | ǂ   |     | alveoláris klikk                                              |                         |
| -\          | ̮    |     | kapcsolójel                                                   |                         |

### Módosítók (diacritics)
| X-SAMPA     | IPA | IPA | Leírás |
| ----------- | --- | --- | --- |
| _"          | ¨   |     | középen képzett |
| _+          | ˖   |     | erőteljes |
| _-          | ˗   |     | hátrahúzott |
| _/          | ˇ   |     | emelt |
| _0          | ̥    |     | zöngétlen |
| _<          |     |     | implozíva |
| = (vagy _=) | ̩    |     | szótag értékű |
| _>          | ʼ   |     | ejektíva |
| _?\         | ˤ   |     | faringalizált |
| _\          |     |     | eső tónus |
| _^          | ̯    |     | nem szótagképző |
| _}          | ̚    |     | nem hallható |
| `           | ˞   |     | hátrahajlítás magánhangzóknál, retroflexió mássalhangzóknál (az IPA önálló szimbólumokat használ a mássalhangzókra, lásd például: t`) |
| ~ (vagy _~) | ~   |     | nazalizáció |
| _A          | ̘    |     | erőteljes nyelvgyök |
| _a          | ̺    |     | csúcsos |
| _B          | ̏    |     | nagyon alacsony tónus |
| _B_L        |     |     | alacsony emelkedő tónus |
| _c          | ̜    |     | kevésbé kerekített |
| _d          | ̪    |     | dentális |
| _e          | ~   |     | velarizált vagy faringalizált; lásd még: 5                                                                                            |
| <F>         |     |     | globálisan eső |
| _F          | ^   |     | eső tónus |
| _G          | ˠ   |     | velarizált |
| _H          | ˊ   |     | magas tónus |
| _H_T        |     |     | magas emelkedő tónus |
| _h          | ʰ   |     | aspirált |
| _j (vagy ') | ʲ   |     | palatalizált |
| _k          | ̰    |     | csikorgó |
| _L          | `   |     | alacsony tónus |
| _l          | ˡ   |     | laterális jelleg |
| _M          | ¯   |     | középső tónus |
| _m          | ̻    |     | laminális |
| _N          | ̼    |     | lingvolabiális |
| _n          | n   |     | orrhang jelleg |
| _O          | ̹    |     | kerekítettebb |
| _o          | ˕   |     | leeresztett |
| _q          | ̙    |     | hátrahúzott nyelvgyök |
| <R>         |     |     | globálisan emelkedő |
| _R          | ˇ   |     | emelkedő tónus |
| _R_F        |     |     | emelkedő-eső tónus |
| _r          | ˔   |     | emelt |
| _T          | ˝   |     | nagyon magas tónus |
| _t          | ̤    |     | belélegzett |
| _v          | ˬ   |     | zöngés |
| _w          | ʷ   |     | labializált |
| _X          | ˘   |     | nagyon rövid |
| _x          | ˟   |     | félközépen képzett |

### Egyes szakkifejezések jelentése
- Alveoláris: a fogmedernél képzett hang
- Approximáns: teljes zár vagy rés létrejötte nélkül képzett mássalhangzó
- Bilabiális: mindkét ajak közreműködésével képzett hang
- Dentális: foghang
- Epiglottális: gégefővel képzett hang
- Faringeális: garathang
- Frikatíva: réshang
- Glottális: a hangszalagok segítségével képzett hang
- Labiodentális: az ajak és a fogak közreműködésével képzett hang
- Laterális: oldalsó (részleges zár, a szájüreg oldalán szabadon áramlik a levegő)
- Nazális: orrhang
- Palatális: a kemény szájpadlásnál képzett hang
- Plozíva: zárhang
- Posztalveoláris: a fogmeder mögött képzett hang
- Retroflex: hátrahajtott nyelvvel képzett hang
- Uvuláris: a nyelvcsap segítségével képzett hang
- Veláris: a szájpadlás hátsó részén (lágy szp.) képzett hang

## Külső hivatkozások
- Computer-coding the IPA: A proposed extension of SAMPA
- X-SAMPA to IPA comparison chart
- X-SAMPA – IPA conversion tool[halott link]